# Kassoum
Kassoum est une commune rurale et le chef-lieu du département de Kassoum dans la province du Sourou de la région de la Boucle du Mouhoun au Burkina Faso.

## Éducation et santé
Kassoum accueille un centre de santé et de promotion sociale (CSPS) tandis que le centre médical avec antenne chirurgicale (CMA) de la province se trouve à Tougan.